# Vichy-Nord (tổng)
Tổng Vichy-Nord là một tổng ở tỉnh Allier trong vùng Auvergne-Rhône-Alpes.

## Hành chính
| Giai đoạn        | Ủy viên        | Đảng | Tư cách                         |
| ---------------- | -------------- | ---- | ------------------------------- |
| 27               | Gabriel Maquin | URB  |                                 |
| tháng 3 năm 2001 | Gabriel Maquin | URB  | adjoint au thị trưởng của Vichy |
| tháng 3 năm 2008 | Gabriel Maquin | URB  | adjoint au thị trưởng của Vichy |

## Các đơn vị cấp dưới
Tổng Vichy-Nord gồm 1 xã với dân số là 13 067 người (điều tra năm 1999, dân số không tính trùng)
| Xã    | Dân số     | Mã bưu chính | Mã insee |
| ----- | ---------- | ------------ | -------- |
| Vichy | 13 067 (1) | 03200        | 03310    |

(1) một phần của xã.

## Biến động dân số
| 1962                                                     | 1968 | 1975 | 1982 | 1990   | 1999   |
| -------------------------------------------------------- | ---- | ---- | ---- | ------ | ------ |
| -                                                        | -    | -    | -    | 13 567 | 13 007 |
| Nombre retenu à partir de 1962 : dân số không tính trùng |      |      |      |        |        |